# Ankylosaurus magniventris
Ankylosaurus magniventris ("stel ödla med stor mage") är en art av dinosaurier som tillhör släktet Ankylosaurus, en ankylosaurid som var en fyrbent växtätare som lätt känns igen på sin kraftigt bepansrade kropp och den tydligt klubbformade svansen. Fossil efter Ankylosaurus har hittats i formationer som dateras tillbaka till slutet av kritaperioden i västra Nordamerika.
Även om ett fullständigt skelett aldrig har hittats och flera andra släkten representeras av mer omfattande fossila material, anses Ankylosaurus ofta vara arketypen av bepansrade dinosaurier. Andra ankylosaurider delar dess välkända drag, så som den tungt bepansrade kroppen och dess massiva benklubba i änden av svansen, men Ankylosaurus var den största medlemmen i dess familj.

## Art
Ankylosaurus fick sitt namn av den amerikanske paleontologen Barnum Brown år 1908. Släktnamnet kommer från de grekiska orden αγκυλος/ankulos, som betyder 'böjd', och σαυρος/sauros, som betyder 'ödla'. Brown avsåg att ha samma betydelse hos namnet som i den medicinska termen ankylosis med tanken att hänvisa till djurets stelhet som tillkommit av sammansmältningen av de många benen i kraniet och kroppen, vilket har medfört att namnet ofta översätts till 'stel ödla'. Typarten är A. magniventris. Artnamnet kommer från latinets magnus, som betyder 'stor', och venter, som betyder 'mage', vilket hänvisar till storleken av djurets kroppshydda. A. magniventris inkluderar även Euoplocephalus magniventris. De två arterna A. acinacodens (Brown, beskrivning opublicerad) och A. tutus (Lambe, 1902 samt Brown, 1914) tillhör Euoplocephalus tutus.

## Paleobiologi

Ankylosaurus i storleksjämförelse med människa.

En fullvuxen Ankylosaurus var ett mycket stort djur jämfört med majoriteten av dagens moderna, landlevande djur. Vissa forskare har beräknat dess längd till upp till 9 meter, även om detta är omdiskuterat. Andra rekonstruktioner föreslår en mycket mindre storlek, det vill säga runt 6,25 meter i längd, en bredd på 1,5 meter samt en höjd på 1,7 meter över höften. Kroppen var mycket bred, och den befann sig nära marken. Ankylosaurus bakben var kortare än frambenen, och även om dess fötter fortfarande inte återfunnits har man förmodat efter jämförelser med andra ankylosaurier att den antagligen hade fem tår på varje fot. Kraniet var lågt med en triangulär form. Dessutom var det bredare än det var långt. Det största kända kraniet uppmäts till 64,5 cm i längd och 74,5 cm på bredden. Så som andra ankylosaurier var den en växtätare med väldigt små, bladformade tänder som passade utmärkt för att beta av växtdelar. Ankylosaurus hade inte de malande tandbatterierna som de samtida ceratopsiderna eller hadrosauriderna hade, vilket pekar på att djuret knappt tuggade sin mat. Ben i kraniet och andra delar av kroppen hade smält samman för att bli robustare och bättre bära upp det tunga djuret.

### Kroppspansar
Det mest klara draget hos Ankylosaurus är dess kroppspansar. Detta består av massiva knölar och plattor av ben (många 5 centimeter tjocka), vilka är kända som osteodermer, som låg inbäddade i den elastiska huden. Osteodermer kan också hittas i skinnet hos krokodiler, bältdjur och några arter av ödlor. Benen i pansaret täcktes antagligen av ett hårt lager av keratin. Osteodermerna fanns i ett stort urval av storlekar och former - från breda, tillplattade benplåtar till små, runda knölar. Plattorna var ordnade i regelbundna horisontella rader som löpte nedför djurets nacke, rygg och höft. De många små knapparna skyddade områdena mellan de stora plåtarna. Mindre plattor kan ha täckt benen och svansen. Jämfört med den litet äldre ankylosauriden Euoplocephalus var Ankylosaurus benplåtar släta i strukturen, utan de höga kölarna som man kan se i pansaret hos den samtida nodosauriden Edmontonia. En rad av platta, triangulära taggar kan ha skjutit ut på var sida längs med svansen. Dessutom var huvudet också tämligen väl skyddat, då runda fjäll skyddade hjässan och fyra pyramidformade horn sköt ut från huvudets bakre hörn.

### Svansklubban
Ankylosaurus berömda svansklubba bestod också av flera stora osteodermer, vilka hade uppstått av att de sista svanskotorna har smält samman. Denna benklump var mycket tung och stöddes av de sista sju svanskotorna, vilka hade låsts samman för att bilda en stel stav vid basen av den. Tjocka senor som fogade samman dessa kotor har bibehållits. Senorna var till en del omvandlade till ben och var inte alls elastiska, vilket tillät en stor kraftöverföring till änden av svansen då den svingades. Klubban verkar ha varit ett mycket aktivt försvarsvapen som lätt kunde åstadkomma ett förödande slag nog att krossa benen hos angripare som kom för nära. Man har också antagit att svansklubban fungerade som ett lockbete för att leda undan angriparens uppmärksamhet från huvudet, även om idén nuförtiden starkt betvivlas.

### Omgivning
Ankylosaurus magniventris levde mellan 68 och 65,5 miljoner år sedan under yngsta delen av maastricht-skedet under yngre krita, och därmed var den en av de allra sista dinosaurierna som existerade just innan krita-tertiär-utdöendet. Typarten kommer från Hell Creek-formationen i Montana, medan andra exemplar ha hittats i Lance-formationen i Wyoming samt Scollard-formationen i Alberta, Kanada. Alla formationer dateras tillbaka till alldeles i slutet av kritaperioden.
Lance-, Hell Creek- och Scollard-formationerna representerar olika sektioner av den västra stranden av det grunda Nordamerikanska inlandshavet som delade västra och östra Nordamerika under krita. Formationerna avlagrades av en vidsträckt kustslätt som sträckte sig österut från inlandshavet till de nyss bildade Klippiga bergen. De består mestadels av sandsten och lersten, vilka är de utmärkande dragen för en flodslätt. Hell Creek är den mest studerade av dessa urtida omgivningar. Vid den tiden var detta område subtropiskt med ett varmt och fuktigt klimat. Här fanns många växter, vanligtvis blomväxter, men även mindre vanliga barrväxter, ormbunksväxter och kottepalmer. Ett överflöd av fossiliserade löv från ett dussin olika platser gör tydlig att området var täckt av skogar bestående av små träd.
Fossila rester efter Ankylosaurus är väldigt sällsynta i dessa sediment jämfört med Edmontosaurus och den i allra högsta grad överflödiga Triceratops, vilka utgör den allra största växtätande faunan. En annan ankylosaurie, Edmontonia, har också hittats i samma formationer. Emellertid verkar Ankylosaurus och Edmontonia ha varit både geografiskt och ekologiskt separerade. Ankylosaurus hade en bred mule som eventuellt användes för icke-selektiv betning. Djuret kan ha begränsat sig till höglandet, långt ifrån kusten, medan Edmontonia, som hade en smalare mule, verkar ha varit mer kräsen och dessutom verkar ha levat på låglandet, litet närmare kusten.

## Klassificering
Ankylosaurus benämns som typsläktet av familjen Ankylosauridae. Ankylosaurider är medlemmar av det större taxonet Ankylosauria, som också består av nodosauriderna. Ankylosaurie-fylogeni är ett mycket omtvistat ämne med flera inbördes exklusiva analyser som presenterats under de senaste åren, så den exakta positionen av Ankylosaurus inom Ankylosauridae är okänd. Ankylosaurus och Euoplocephalus antas ofta vara systertaxa. Emellertid har vissa analyser visat att dessa släkten hade olika positioner i ankylosauriernas släktträd. Vidare fynd och efterforskningar kan förhoppningsvis komma att klargöra situationen i framtiden.

## Fynd

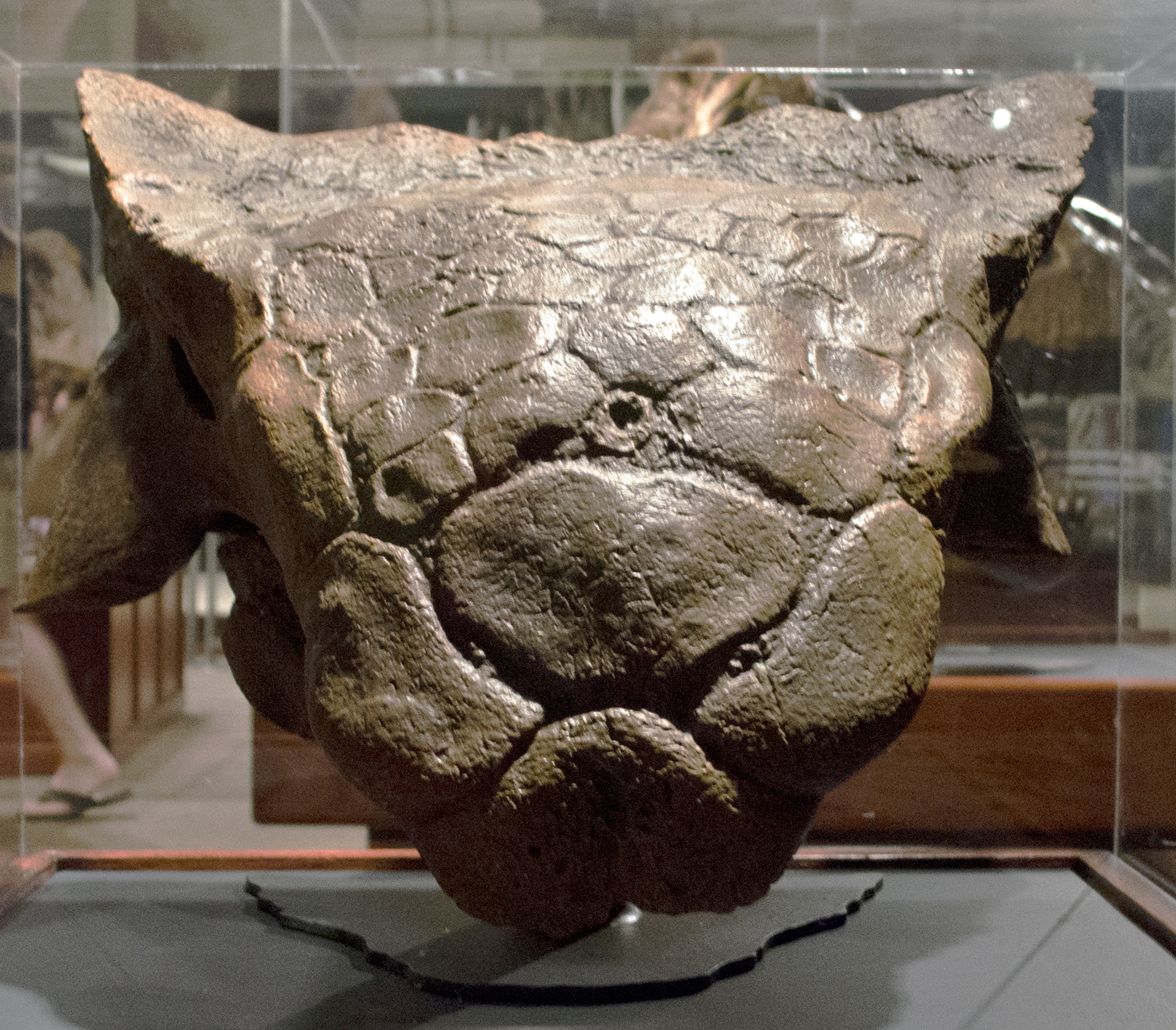
Skalle av Ankylosaurus.

En forskargrupp ledd av Brown fann det första exemplaret av A. magniventris (AMNH 5895) i Hell Creek-formationen i Montana år 1906. Det bestod av hjässan, några ryggkotor, revben, delar av skuldergördeln samt benpansar. Exemplaret saknade både de överlappande ryggkotorna och den massiva svansklubban. Brown karaktäriserade familjen Ankylosauridae med att ha "stel rygg" samt noterade den breda, böjda formen av djurets revben och dess antagna "starkt välvda" rygg. Detta var ett fel som baserade sig på en antagen överensstämmelse med stegosaurierna och glyptodonterna. Ankylosaurier hade i stället platta ryggar.
Sex år tidigare, år 1900, hittade Brown ett skelett efter en theropod (AMNH 5866) i Lance-formationen i Wyoming. Detta exemplar fick namnet Dynamosaurus imperiosus år 1905 men tros nu tillhöra Tyrannosaurus rex. Tillsammans med AMNH 5866 hittades mer än 75 osteodermer av olika storlekar, vilka tillskrevs Dynamosaurus. Emellertid är dessa osteodermer nästan identiska till formen med de hos A. magniventris och tillhör högst troligt denna art. År 1910 hittade Barnum Brown under en expedition till Alberta sitt tredje exemplar av A. magniventris (AMNH 5214) i Scollard-formationen. AMNH 5214 består av ett komplett kranium och den första kända svansklubban. Det består också av revben, ben efter lemmarna och benplattor. Alla tre av de ovan nämnda exemplaren förvaras nu på American Museum of Natural History i New York. Det största kända kraniet hos detta djur (NMC 8880) samlades in i Alberta av Charles M. Sternberg år 1947 och förvaras nu på Canadian Museum of Nature. Många andra fristående ben, benplattor och tänder har hittats under åren.

## Inom populärkultur
Sedan dess beskrivning år 1908 har Ankylosaurus offentliggjorts som arketypen av bepansrade dinosaurier, och tack vare dess lättigenkännlighet och det intensiva allmänna intresset av dinosaurier har gjort Ankylosaurus till en världskändis inom populärkulturen under många år. En modell i naturlig storlek av Ankylosaurus figurerade vid 1964 World's Fair i New York, vilket starkt bidrog till dess popularitet.
Flera filmer har visat upp ankylosaurier. Ankylosaurus porträtterades i ett par gånger i filmserien Landet för längesedan genom det sena 1980- och 90-talet, även om det bara varit under kortare sekvenser. Ankylosaurus är en av flera olika typer av dinosaurier som man kan se beta tillsammans i filmen Jurassic Park III från 2001. Ankylosaurus har också porträtterats i den sista delen ("En dynasti går under") av den dokumentära TV-serien Dinosauriernas tid (1999), i början av dokumentären Odjurens tid (2003) samt The Truth About Killer Dinosaurs (2005), alla producerade av BBC. Ankylosaurus figurerar också i de tre volymerna av Robert J. Sawyers "Quintaglio Ascension"-trilogi (Far-Seer, Fossil Hunter och Foreigner), där de är kända bland infödingarna som "pansarryggar". I TV-serien Terra Nova från 2011 där en familj flyttar 85 miljoner år bakåt i tiden får familjens dotter, Zoe, ta hand om en nyfödd ankylosaurieunge.
Digimon-karaktären Ankylomon baserades också på Ankylosaurus.
Slutligen formgav Bakuryuu Sentai Abaranger en mecha efter Ankylosaurus i de japanska Super Sentai-programmen, och dess amerikanska motsvarighet Power Rangers: Dino Thunder använde också Ankylosaurus för modell till sina Zord-fordon.